# Setariopsis
Setariopsis é um género botânico pertencente à família Poaceae. É originário do México.
O número cromossómico básico é x = 9, com números cromossómicos somáticos de 2n = 19.
O género foi descrito por Frank Lamson Scribner e publicado em Publications of the Field Columbian Museum, Botanical Series 1(3): 288–289. 1896. A espécie-tipo é Setariopsis latiglumis (Vasey) Scribn.
Trata-se de um género reconhecido pelo sistema de classificação filogenética Angiosperm Phylogeny Website.

## Espécies
- Setariopsis auriculata (E. Fourn.) Scribn.
- Setariopsis glauca (L.) Samp.
- Setariopsis italica (L.) Samp.
- Setariopsis latiglumis (Vasey) Scribn.
- Setariopsis scribneri Mez
- Setariopsis verticillata (L.) Samp.
- Setariopsis viridis (L.) Samp.